# Guillaume de l'Hôpital
Guillaume François Antoine, Marquis de l'Hôpital (také psaný L'Hospital) (1661, Paříž – 2. února 1704, Paříž) byl francouzský matematik. V roce 1696 publikoval první učebnici diferenciálního počtu na světě Analyse des infiniment petits pour l'intelligence des lignes courbes, v níž mimo jiné představil tzv. l'Hospitalovo pravidlo pro výpočet limity zlomku jehož čitatel i jmenovatel se oba blíží k nule či k nekonečnu.

## Život
L'Hôpital se narodil v Paříži jako syn šlechtice a vysokého důstojníka francouzské královské armády Anne de l'Hospitala. V mládí sloužil v armádě jako důstojník jezdectva ale musel vojenskou kariéru ukončit kvůli své krátkozrakosti. Po odchodu z armády se začal věnovat matematice, studoval (1691–1692) u Johanna Bernoulliho. Byl členem Académie Royal des Sciences a mezi lety 1702 a 1704 jejím prezidentem. Zemřel opět v Paříži.

## Přínos matematice
L'Hôpital vyřešil (nezávisle na řešení Leibnitze či Newtona) problém brachystochrony. Je také autorem nejstarší učebnice diferenciálního počtu na světě Analyse des infiniment petits pour l'intelligence des lignes courbes, kterou napsal na základě přednášek svého učitele Johanna Bernoulliho (jemuž platil 300 franků ročně výměnou za možnost publikace jeho objevů). V této učebnici se poprvé objevuje formulace tzv. L'Hospitalova pravidla, které však pravděpodobně objevil Bernoulli, nikoli L'Hôpital, po kterém je metoda pojmenována.

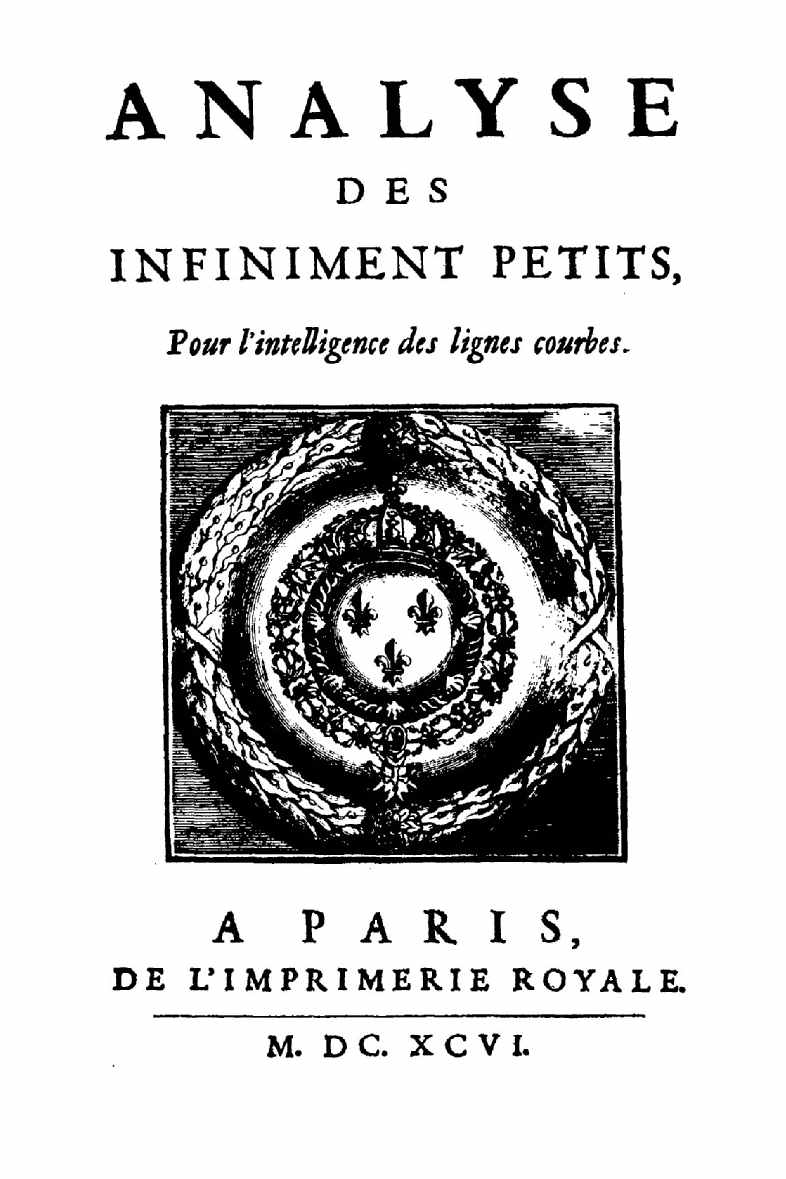
Analyse des infiniment petits pour l'intelligence des lignes courbes, 1696
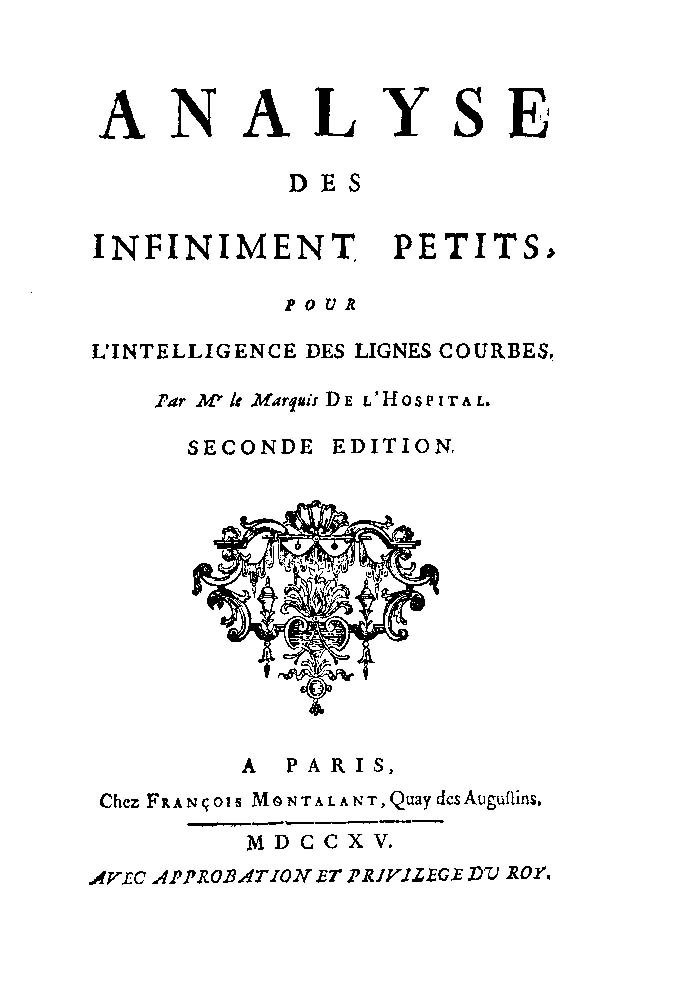
Analyse des infiniment petits pour l'intelligence des lignes courbes, 1715
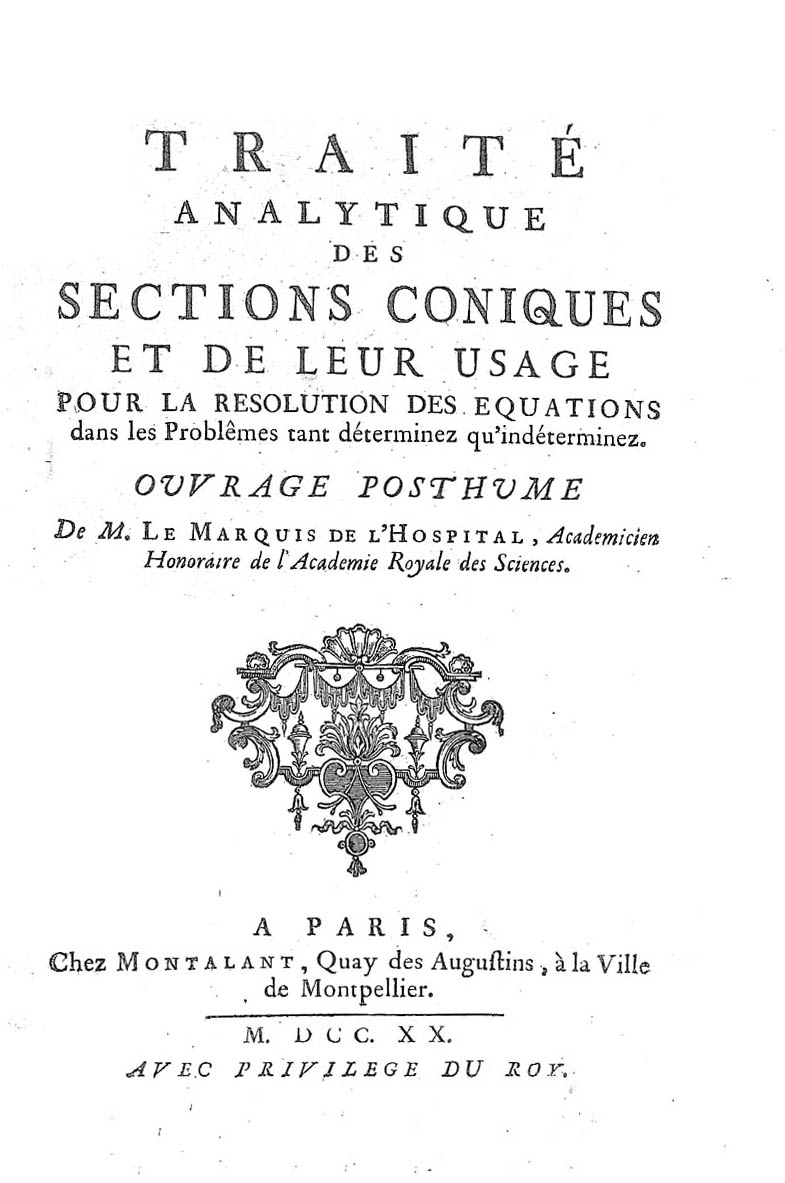
Traité analytique